# 田甲
田甲，越人，投降西汉后，受封为归义侯。公元前112年，西汉汉武帝派10万大军分五路进攻南越国，其中一路军的主帅为下厉将军田甲，他和另一路军的主帅戈船将军郑严，率兵从零陵出发，然后田甲的军队直抵苍梧，郑严的军队沿漓水直下，五路大军准备同时进攻番禺。但田甲的军队还没到达番禺，另两路伏波将军路博德和楼船将军杨仆率领的军队已攻陷南越国都城番禺，活捉未代南越王赵建德和丞相吕嘉，南越国灭国。